# すずらんの里駅
すずらんの里駅（すずらんのさとえき）は、長野県諏訪郡富士見町富士見にある、東日本旅客鉄道（JR東日本）中央本線の駅である。

## 概要
当駅の近隣に事業所を持つセイコーエプソン株式会社が、事業所へのアクセス確保と、鉄道の有効利用を目的に設置を希望し、設置費用約2億円を負担して1985年（昭和60年）10月に完成した駅である。
「すずらんの里」という駅名も要請により付けられたものであるが、当時の国鉄としては特異なものであり、物議を醸した。由来は、地元入笠高原の別名「すずらん高原」である。

## 歴史
- 1985年（昭和60年）
  - 7月9日：新駅建設起工式[2]。
  - 10月31日：日本国有鉄道の駅として新設[1]。旅客のみを取り扱う駅員無配置駅[3]。
- 1987年（昭和62年）4月1日：国鉄分割民営化により、東日本旅客鉄道（JR東日本）の駅となる[4]。
- 2014年（平成26年）4月1日：東京近郊区間に編入される[5]。
- 2017年（平成29年）4月1日：ICカード「Suica」の利用が可能となる[6]。
- 2025年（令和7年）2月：駅番号にCO 54を設定[7]。

## 駅構造
相対式ホーム2面2線をもつ地上駅である。ホームは盛土上に設置されており、線路両脇に各ホームへあがるための階段が設置されている。勾配の途中にある。
茅野駅管理の無人駅である。自動券売機の設置がないため、乗車券の購入はできないが、簡易Suica改札機と乗車駅証明書発行機が各ホームに設置されている。開業以来無人駅だが、毎年8月15日の諏訪湖祭湖上花火大会および9月第一土曜日の全国新作花火競技大会開催時のみ社員による臨時発売がある。
各ホームには待合所が設けられており、また、特急列車が高速で通過するため、電車接近表示機が設置されている。さらに、JR東日本長野支社の無人駅では珍しく、発車ベルが備え付けられている。このほか、駐車場が整備されており、駐車場脇にはトイレが設置されている。

### のりば
| ホーム | 路線     | 方向 | 行先                   |
| ------ | -------- | ---- | ---------------------- |
| 西側   | 中央本線 | 下り | 上諏訪・塩尻・松本方面 |
| 東側   | 中央本線 | 上り | 小淵沢・甲府・新宿方面 |

※案内上の番線番号は設定されていない。

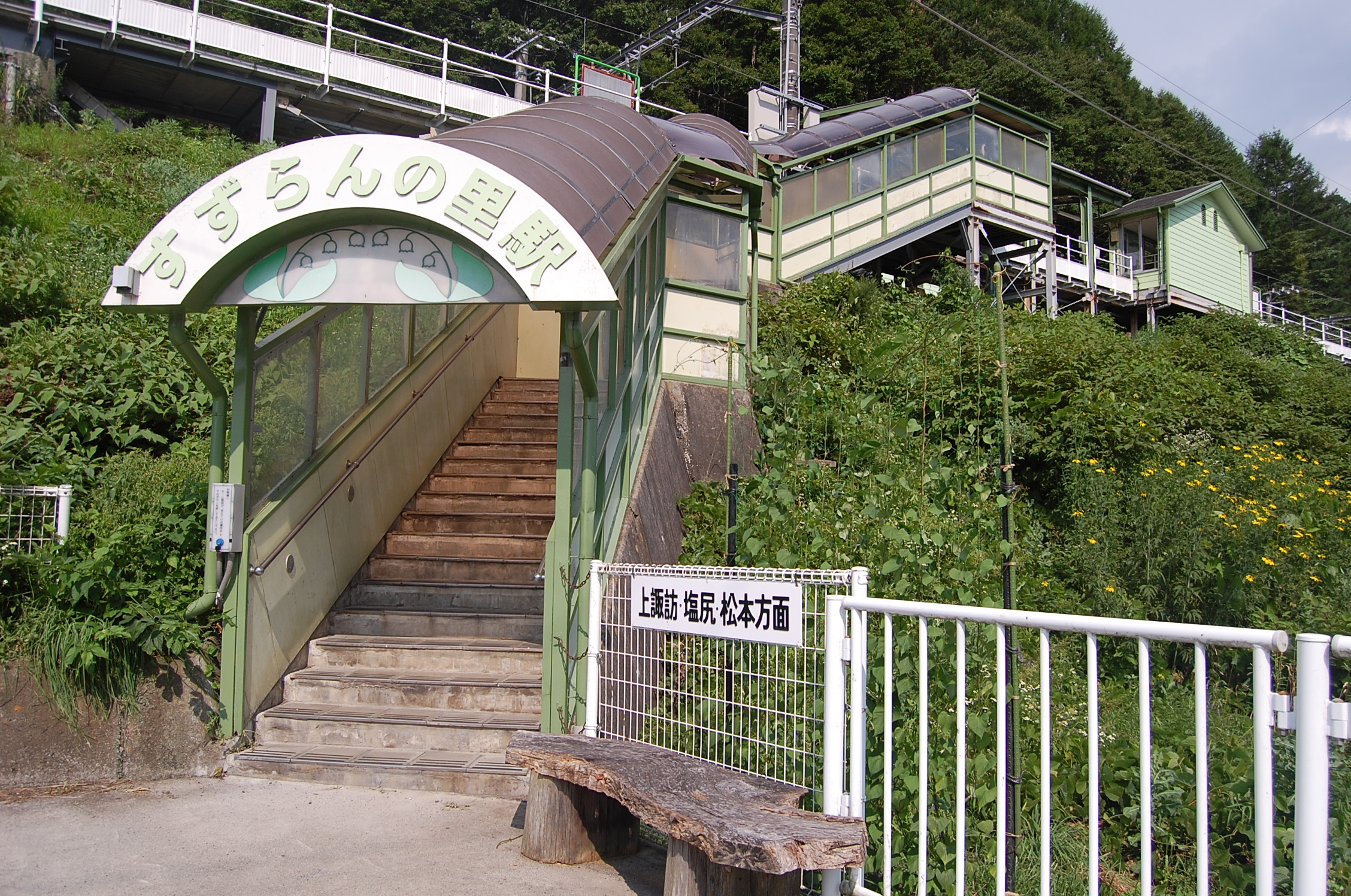
下り方面乗り場（2021年7月）
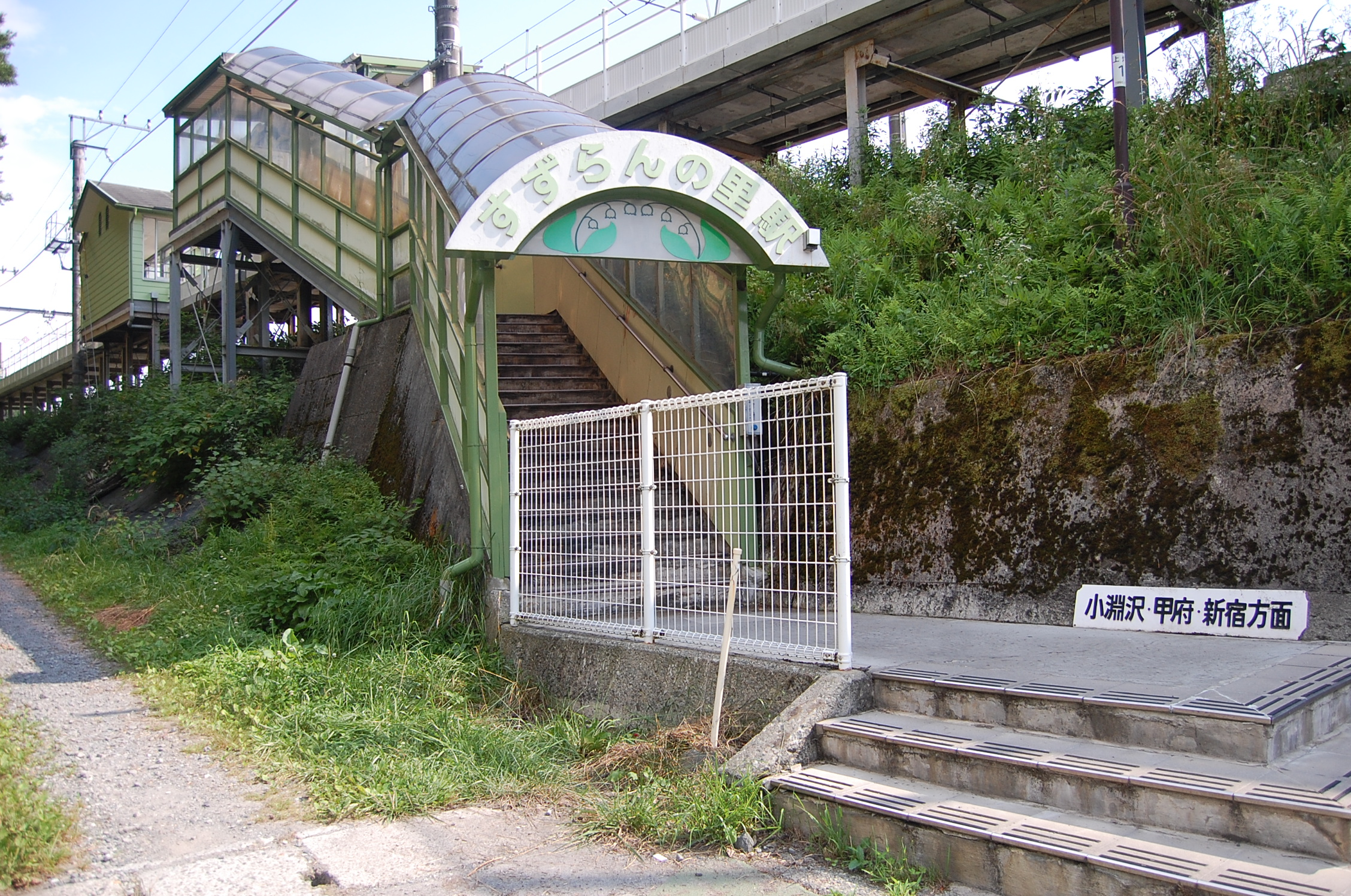
上り方面乗り場（2021年7月）
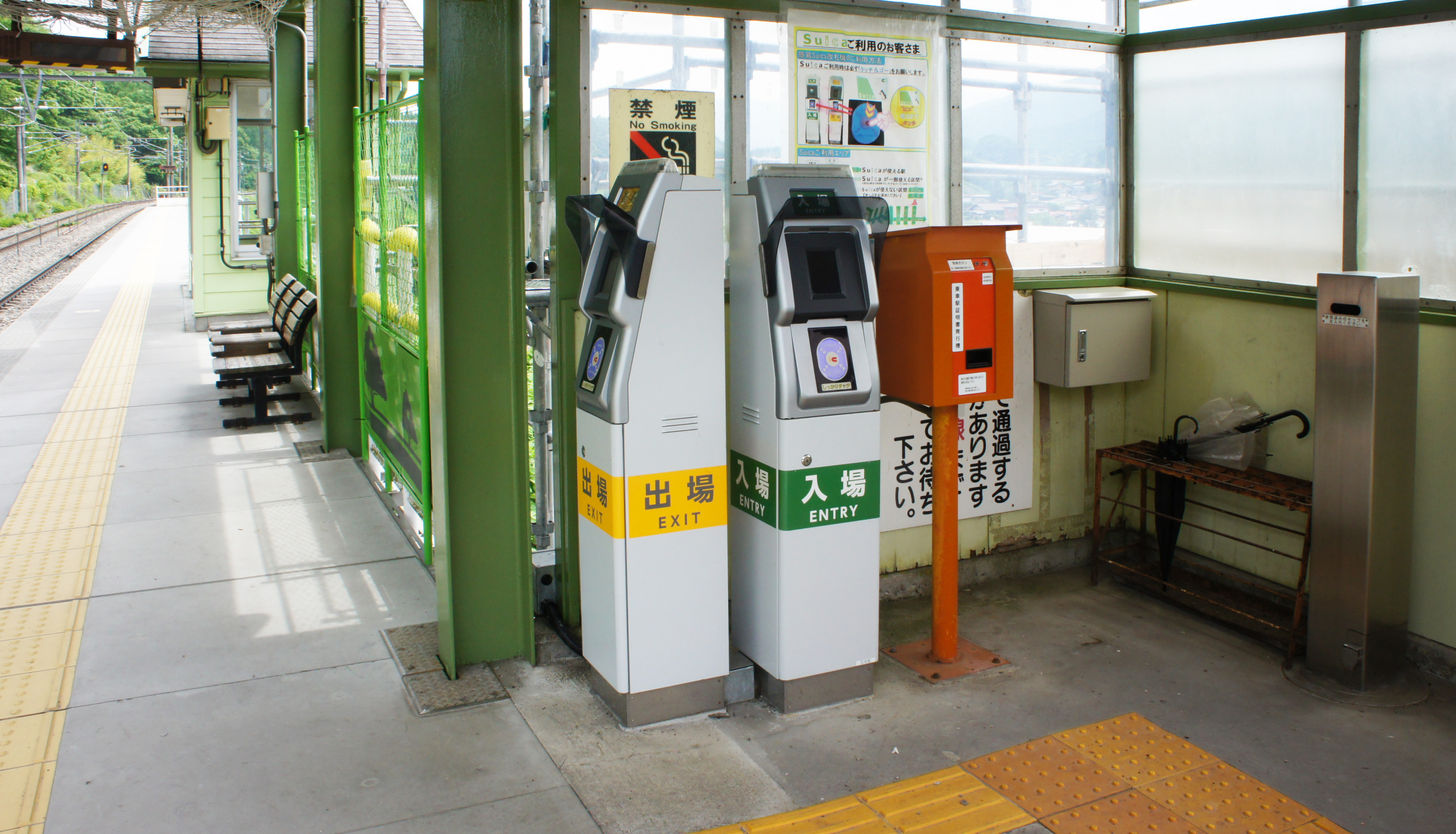
下り線改札口（2021年6月）
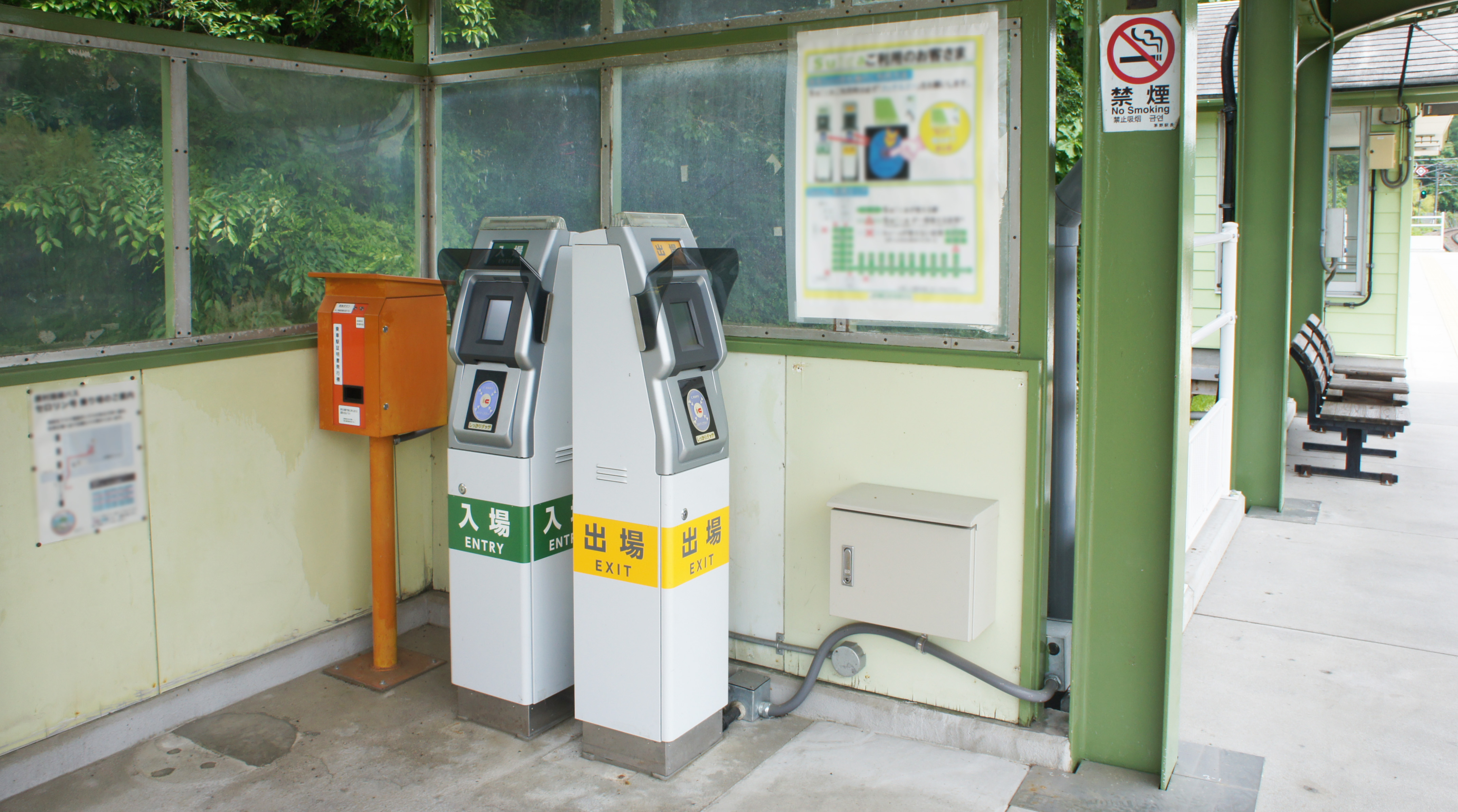
上り線改札口（2021年6月）
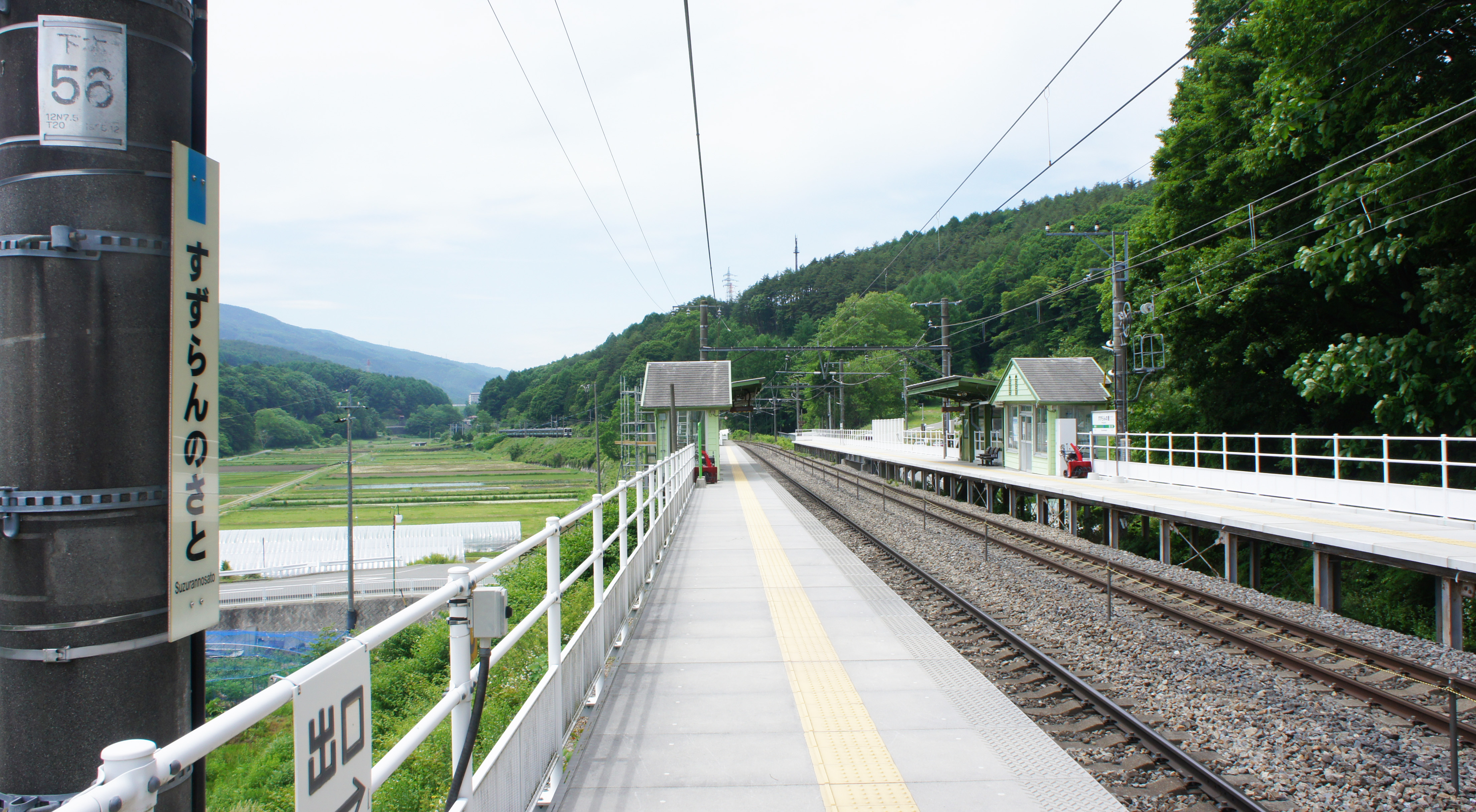
ホーム（2021年6月）

## 利用状況
2007年度（平成19年度）、2009年度（平成21年度）- 2011年度（平成23年度）の1日平均乗車人員の推移は以下のとおりであった。
| 乗車人員推移       | 乗車人員推移     | 乗車人員推移 |
| 年度               | 1日平均 乗車人員 | 出典         |
| ------------------ | ---------------- | ------------ |
| 2007年（平成19年） | 329              | [ 1 ]        |
| 2009年（平成21年） | 341              | [ 1 ]        |
| 2010年（平成22年） | 348              | [ 9 ]        |
| 2011年（平成23年） | 357              | [ 10 ]       |

## 駅周辺
駅周辺には国道20号が通り、御射山神戸（みさやまごうど、単に神戸とも）という集落がある。近辺に中央自動車道諏訪南インターチェンジがあるため、交通量は多い。当駅の開業でセイコーエプソンの富士見・諏訪南両事業所へのアクセスは飛躍的に向上した。
周辺には、これらのほかに、カゴメの工場や富士見パノラマリゾートなどがある。

## 隣の駅
東日本旅客鉄道（JR東日本）
 中央本線
富士見駅 (CO 53) - すずらんの里駅 (CO 54) - 青柳駅 (CO 55)